# Thomas W. Gaehtgens
Thomas W. Gaehtgens, né le 24 juin 1940 à Leipzig, est un historien de l'art allemand et premier directeur du Centre allemand d'histoire de l'art de Paris et directeur du Getty Research Institute à Los Angeles.

## Biographie
Thomas W. Gaehtgens a étudié l’histoire de l’art sous la direction d’André Chastel de même que de Jacques Thuillier. Ancien élève de la Sorbonne et de l'Université de Bonn, il a obtenu son doctorat à l'Université de Bonn sur Germain Pilon. En 1972, après avoir passé l'habilitation à l'Université de Göttingen sur Joseph-Marie Vien, il y est devenu également professeur. De 1980 à 2006, Gaehtgens a eu une chaire à l'Université libre de Berlin. En 1995, il a enseigné au Collège de France. Trois ans plus tard, Gaehtgens y a eu la chaire européenne. De 1992 à 1996, il a été president du Comité International d’Histoire de l’Art (CIHA). Il est membre fondateur et premier directeur du Centre allemand d'histoire de l'art de Paris. En 2007, il est nommé directeur du Getty Research Institute à Los Angeles,.

## Distinctions
- 2004 : Doctorat honoris causa Courtauld Institute of Art
- 2006 : Membre de l'Académie de Berlin[4]
- 2009 : Grand Prix de la Francophonie de l’Académie Française[5]
- 2011 : Doctorat honoris causa Université Paris-Sorbonne (Paris IV)
- 2011 : Fellow Académie américaine des arts et des sciences
- 2015 : Prix mondial Cino-Del-Duca[6]

## Publications

### Ouvrages
- Zum frühen und reifen Werk des Germain Pilon. Stilkritische Studien zur französischen Skulptur um die Mitte des 16. Jahrhunderts, Bonn 1966, (Thèse)
- Versailles. De la résidence royale au musée historique : la galerie des batailles dans le musée historique de Louis-Philippe  (trad. de l'allemand par Patrick Poirot, préf. Pierre Lemoine), Paris / Anvers, Albin Michel / Fonds Mercator, 1984, 407 p. (ISBN 2-226-02168-X, présentation en ligne).
- Joseph-Marie Vien, peintre du Roi (1716-1809), Éd. Arthena, Paris, 1988
- Die Berliner Museumsinsel im Deutschen Kaiserreich. Zur Kulturpolitik der Museen in der wilhelminischen Epoche, Deutscher Kunstverlag, München 1992
- en tant qu'éditeur : Künstlerischer Austausch. Akten des XXVIII. Internationalen Kongresses für Kunstgeschichte, Berlin, 15.–20. Juli 1992. = Artistic Exchange. 3 Volumes, Berlin 1993
- avec Barbara Paul : Wilhelm von Bode: Mein Leben (= Quellen zur deutschen Kunstgeschichte vom Klassizismus bis zur Gegenwart. Vol. 4). 2 Volumes. Nicolai, Berlin 1997
- avec Krzysztof Pomian: Le XVIIIe siècle (= Histoire Artistique de l'Europe). Seuil, Paris 1998
- L'art sans frontières. Les relations artistiques entre Paris et Berlin (= Le livre de poche 559 Références. Art). Librairie Générale Française, Paris 1999
- avec Christian Michel, Daniel Rabreau et Martin Schieder: L'art et les normes sociales au XVIIIe siècle, Éditions de la Maison des Sciences de l'Homme, Paris 2001
- avec Isabelle Ewig et Matthias Noell: Das Bauhaus und Frankreich. 1919–1940. = Le Bauhaus et la France (= Passagen; 4). Paris 2002
- La statue de Louis XIV et son programme iconographique. Dans: Isabelle Dubois/Alexandre Gady/Hendrik Ziegler (Éds.): Place des Victoires. Histoire, architecture, société. Éditions de la Maison des Sciences de l'Homme, Paris 2003, pp. 9–35
- Distanz und Aneignung. Die Entdeckung der Französischen Moderne in der deutschen Kunstliteratur. Dans: Alexandre Kostka/Françoise Lucbert (Éds.): Distanz und Aneignung. Kunstbeziehungen zwischen Deutschland und Frankreich 1870–1945 (= Passagen. no 8). Berlin 2004, pp. 3–11
- L’art, l’histoire, l’histoire de l’art, Éd. Maison des sciences de l’homme, coll. Passages/Passagen, 39, Paris, 2011
- La cathédrale incendiée. Reims, septembre 1914, Gallimard, 2018, 326 p.

### Articles
- Avec Werner Hofmann, Éric Darragon, Pierre Georgel, Dario Gamboni « Vienne, Paris, Hambourg... Werner Hofmann et l’histoire de l’art », Perspective, 3 | 2007, 418-430 [mis en ligne le 31 mars 2018, consulté le 31 janvier 2022. URL : http://journals.openedition.org/perspective/3596 ; DOI : https://doi.org/10.4000/perspective.3596].